# Vyara
Vyara (en guyaratí: વ્યારા ) es una ciudad de la India en el distrito de Tapi, estado de Guyarat.

## Geografía
Se encuentra a una altitud de 85 m s. n. m. a 328 km de la capital estatal, Gandhinagar, en la zona horaria UTC +5:30.

## Demografía
Según estimación 2011 contaba con una población de 40 524 habitantes.